# グルート (ビール)

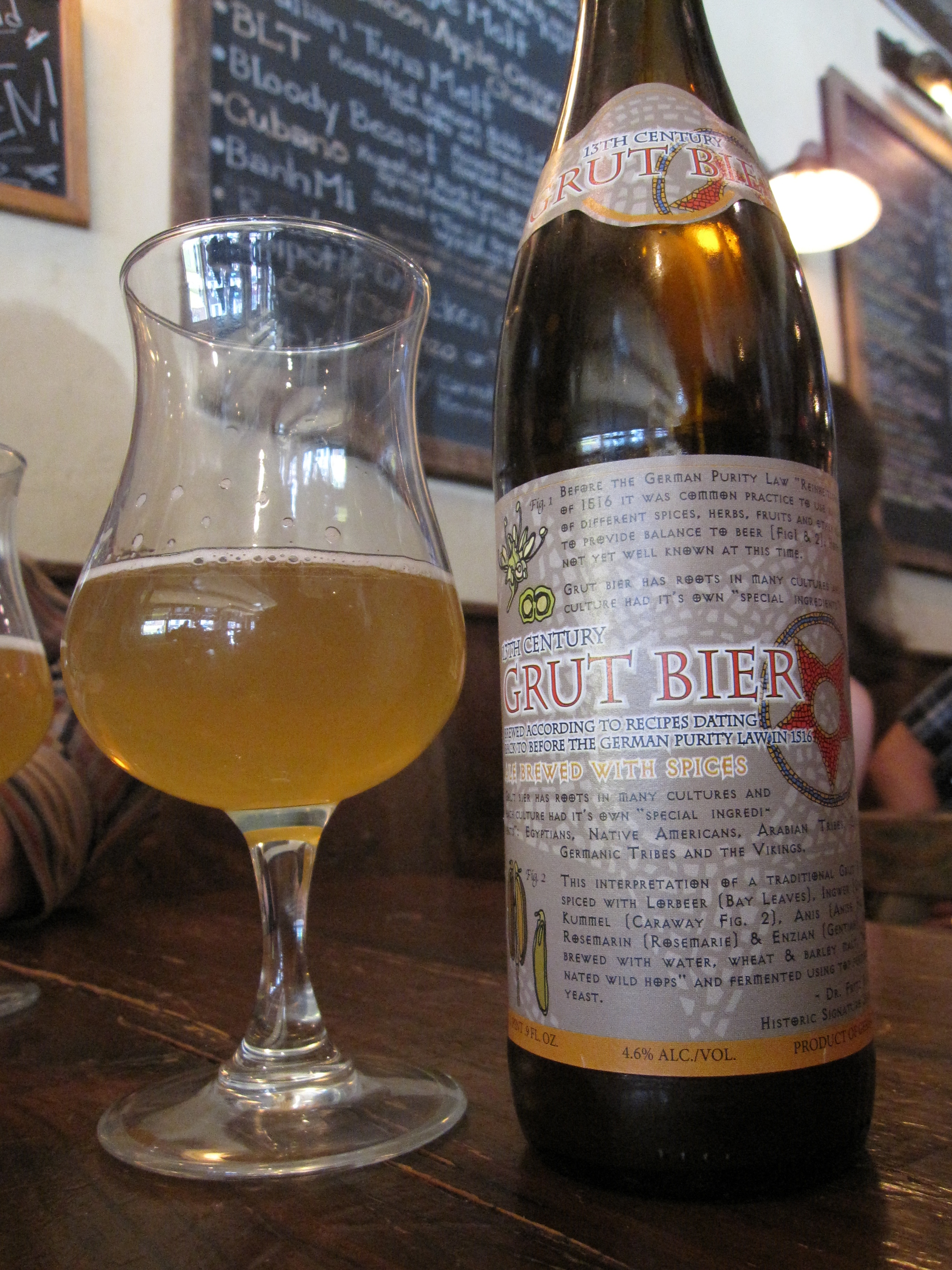
市販されるグルートビール

グルート（英語: Gruit）は、ホップが使用される以前にビール、エールを醸造する際の味付け、香り付け、腐敗防止のために用いられていた薬草などを独自に配合したもの。原料や配合、製造法は秘密とされており、文献などにはほとんど残されていない。

## 概要
グルートの製造は領主、修道院や都市などが独占しており、ビール（エール）の醸造業者に販売することで利益を上げていた。グルートを製造、販売する権利はグルート権と呼ばれ、都市の一部地域では指定されたグルートを使用したビール以外の販売を認めていなかったため、グルート権は都市にとって大きな財源となった。

## 材料
グルートに使用されているハーブには以下のようなものがあると推測されるが、その分量や配合比率は上述のように文献に残されておらず、詳細は不明である。
- ヤチヤナギ（英語版）
- アニス
- フェンネル
- コリアンダー
- セイヨウノコギリソウ

## グルートとホップ
ホップは古代エジプト時代から知られるハーブであり、8世紀にはヨーロッパでもホップ園を設けて栽培する修道院が現れる。12世紀にヒルデガルト・フォン・ビンゲンの著書には自身が女子修道院長を務める修道院でグルートの代わりにホップを用いてビールを醸造した旨の記述がある。グルートを使用したビールよりホップを用いたビールのほうが味、耐久性などで優れていたため、15世紀以降にはホップの使用が中心となる。ホップの使用が主流となるまでには、グルート権などで利権を得ていた人々によるホップの使用、普及に対する妨害工作なども行われた。
ホップの使用が決定的になったのは1516年にバイエルン公国で発布された「ビール純粋令」であり、これによってドイツ語圏ではグルートの使用は完全に姿を消すことになる。
イギリスにおいては、15世紀にフランダースよりホップが使用されたビールが輸入されるようになると、グルートを使用して作ったものをエール、ホップを使用して作ったものをビールと区別するようになった。慣れ親しまれていたグルートのエールへのこだわりと、グルート利権からイギリスでホップを用いたビールが普及するのは17世紀以降となる。1697年にビール麦芽への課税が始まったことで、ビール醸造業者は麦芽の使用量を減らしホップを用いたペールエールを産み出し、18世紀にはポーター、スタウトなどが生み出されていく。

## グルートビールの特徴
古代のビールや中世のビールの復元を研究しているキリンビールの調べでは、グルートを用いたビールはアルコール度数が高く、ハーブの香りが極めて強いことが分かっている。